# Coro do Theatro Municipal do Rio de Janeiro
O Coro do Theatro Municipal do Rio de Janeiro é um coro existente na cidade do Rio de Janeiro e um dos corpos artísticos do Theatro Municipal do Rio de Janeiro. Atualmente formado por 95 cantores de sólida formação musical e que frequentemente se apresentam como solistas nos principais teatros do Brasil, o grupo atua em concertos e óperas principalmente com a Orquestra Sinfônica do Theatro Municipal do Rio de Janeiro e com o Ballet do Theatro Municipal do Rio de Janeiro, além de atuar com solistas convidados.

## História
Fundado por um decreto em 1931, o coral efetivamente se apresentou pela primeira vez em 03 de agosto 1933 na montagem da ópera Andrea Chénier, sob regência de seu primeiro maestro titular Santiago Guerra.
Desde a sua criação, o grupo já foi dirigido em diversas ocasiões por importantes maestros como Oscar Leone, Gianni Lazzari, Norberto Molla, Andrea Morosini, Romano Gandolfi, Nelson Nilo Hack, Henrique Morelenbaum e Genzon Martinelli.
Em 1975, após a aposentadoria de Santiago Guerra, o coral foi dirigido interinamente por Celso Cavalcanti de Albuquerque, que atuava como maestro assistente, e Zuinglio Faustini. O maestro Andrés Máspero foi nomeado titular em 1978, cargo que ocupou até 1982. Nesse período, o Coro do Theatro Municipal do Rio de Janeiro foi considerado um dos melhores do mundo em seu gênero pela revista Ópera News.
Com a saída de Máspero, o maestro Manuel Cellario assumiu a direção do grupo, permanecendo até 2000, quando se aposentou. Seu assistente, Maurilio dos Santos Costa, foi nomeado titular em 2001 permanecendo até 2013. Atualmente o maestro titular coro é Jésus Figueiredo.